# لنگرماهی سرصاف
لنگرماهی سرصاف (نام علمی: Artedius lateralis) نام یک گونه از سرده آرتدیوس است.